# Étages de végétation en Corse

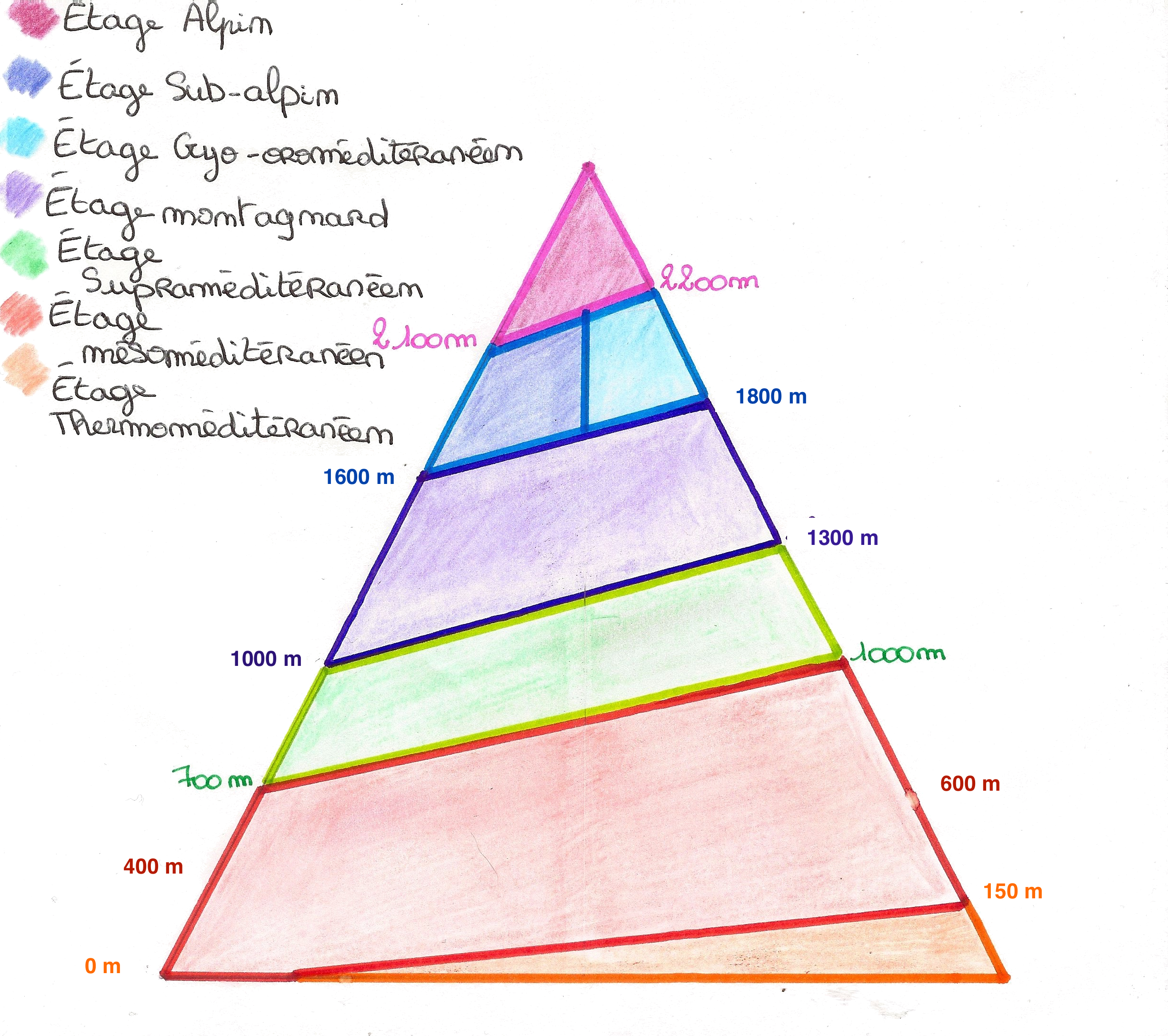
Schématisation des différents étages en Corse

La Corse est connue pour sa topographie insulaire accidentée, avec une chaîne de montagne marquée la traversant du nord au sud. De ce fait, le climat que l'on retrouve sur l'île présente des caractéristiques très atypiques, ce qui crée de nombreux micro-climats entre chaque micro-région. Ainsi, l'étagement de la végétation dépend principalement des climats régnant le long des reliefs, c’est-à-dire de façon altitudinale, telle que la température, les précipitations, le rayonnement solaire mais aussi des conditions florales. Sept étagements de végétation sont ainsi présents sur l'Île de Beauté.

## Les sept étagements altitudinaux de Corse
Un étage de végétation est un ensemble des formations végétales liées à des conditions climatiques particulières, déterminées par l’altitude. De manière générale, les limites entre étages ne sont pas nettes mais s’interpénètrent. Au fur et à mesure que l'altitude augmente, la végétation est donc différente, on parle alors d'étagement altitudinal. Il existe deux régions climatiques en Europe : la région eurosibérienne et la région méditerranéenne.
La Corse comporte sept étages altitudinaux caractéristiques par leur climat mais aussi par la flore qu'ils présentent : « l’étage de végétation est l’expression d’un climat mais aussi d’une flore ».
| Étage                 |           | Ubac                     | Adret                    |
| --------------------- | --------- | ------------------------ | ------------------------ |
| Littoral              |           | Absent                   | 0 et 150 mètres          |
| Méso-méditerranéen    | Inférieur | 0 et 400 mètres          | 150 et 600 mètres        |
| Méso-méditerranéen    | Supérieur | 400 et 700 mètres        | 600 et 1 000 mètres      |
| Supra-méditerranéen   |           | 700 et 1 000 mètres      | 1 000 et 1 300 mètres    |
| Montagnard            |           | 1 000 et 1600 mètres     | 1 300 et 1 800 mètres    |
| Subalpin              |           | 1 600 et 2 100 mètres    | Absent                   |
| Cryo-oroméditerranéen |           | Absent                   | 1 800 et 2 200 mètres    |
| Alpin                 |           | à partir de 2 100 mètres | à partir de 2 200 mètres |

## Le littoral
Cet étage constitue le premier étage que l'on retrouve en Corse, il est donc situé en bord de mer. Généralement, il constitue la limite de l'étage méso-méditerranéen, mais dans certains cas il peut commencer à la limite inférieure de l'horizon supérieur de l'étage méso-méditerranéen. La température moyenne annuelle est de l'ordre de 16 degrés Celsius et les précipitations moyennes annuelles sont comprises entre 400 et 500 millimètres. Le climat ne constitue pas un facteur limitant pour la végétation, cependant le sel constitue un facteur majeur et très limitant pour de nombreuses espèces végétales, dû aux embruns de l'eau de mer associés au vent.
Au niveau floristique, le littoral montre une richesse spécifique végétale importante formant des ensembles de végétation adaptée aux conditions imposées par le milieu. En effet, il existe différents types de substrats ayant une disponibilité en eau plus ou moins importante, une eau pouvant être plus ou moins salée. Ces facteurs abiotiques influent la répartition des plantes et leur capacité à établir des groupements floristiques. On peut distinguer deux types de milieux littoraux : les milieux dunaires et les milieux rupicoles.

### Le milieu dunaire

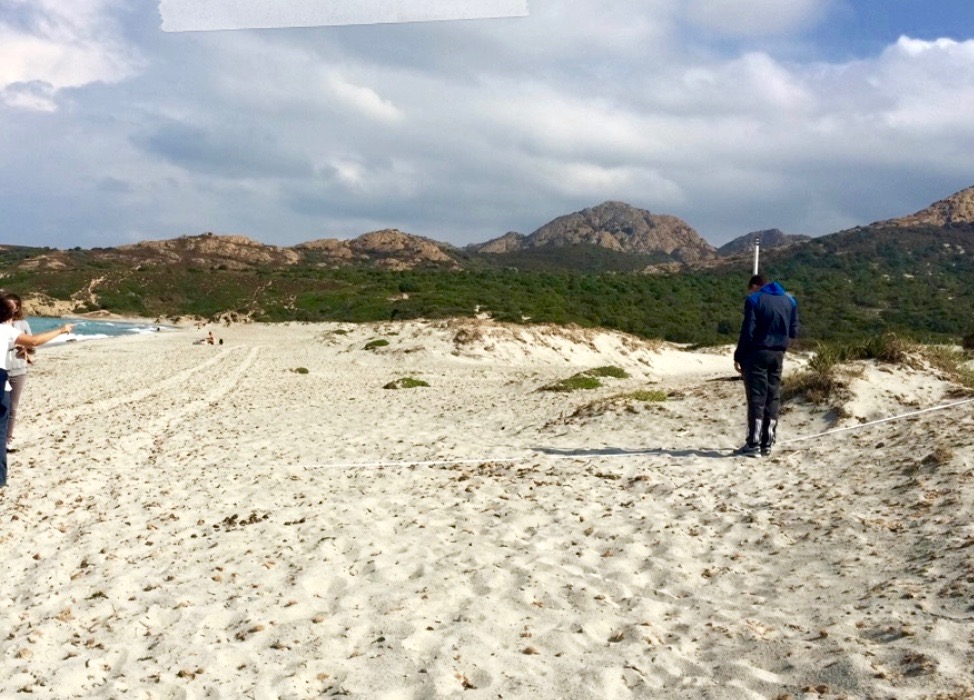
Domaine dunaire de la plage de l'Ostriconi

Ce milieu est extrêmement exposé au sel de mer amené par les courants pour former la plage. De ce fait, il existe sur le milieu dunaire un gradient de distribution des végétaux soumis aux apports de sel : 
- dans un premier temps et plus proches de l'eau se situent des végétaux pionniers adaptés au sable très mobile, aux embruns salés et à la sécheresse[6], exemple : la soude épineuse, la roquette de mer, l'euphorbe des sables, l'ephèdre[4] ;
- ensuite plus en arrière se situent des végétaux « architectes », ils contribuent à fixer le sable grâce à leur système de rhizome. Ces dunes sont souvent bordières et permettent de protéger les dunes plus reculées du vent, exemple : l'oyat, le chardon de mer ou panicaut de mer, le sporobole, la renouée maritime ;
- enfin derrière ces formations on peut retrouver des végétaux moins adaptés aux conditions littorales ainsi qu’au substrat mobile, exemple : le tamaris d'Afrique, le genévrier oxycedre.

Mais il existe d'autres contraintes biologiques sur ce genre de milieu auxquels les végétaux doivent s'adapter : le vent, la pauvreté des substrats, le manque en eau douce (sécheresse).

### Le milieu rupicole

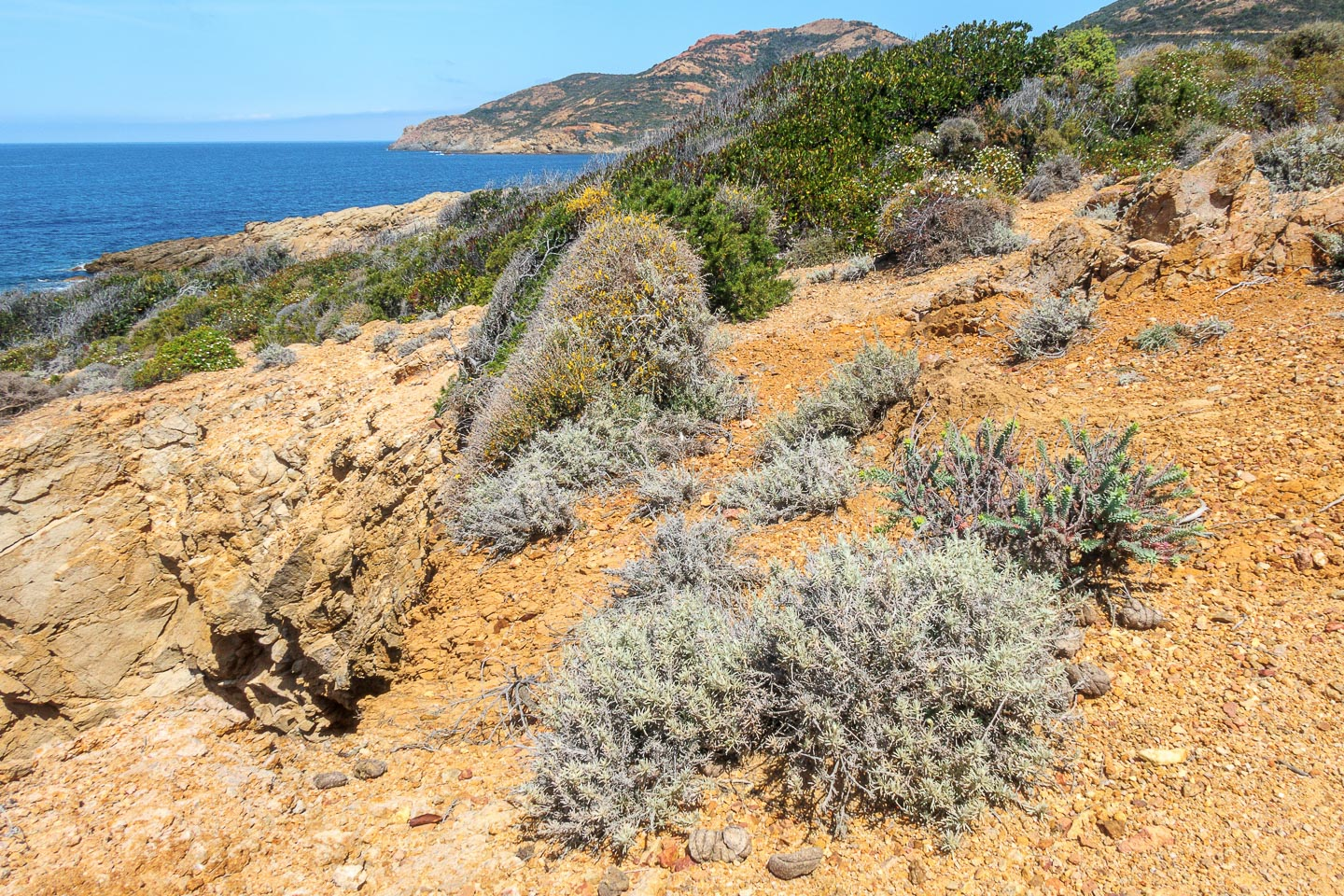
Végétation thermo-méditerranéenne du littoral rocheux, près de Galéria

Les milieux rupicoles sont constitués de parois rocheuses, de falaises littorales, d’éboulis. Généralement, les végétaux de ces milieux sont exposés directement à l'eau de mer par les vagues frappant les parois, ils sont de petites tailles alors que plus en arrière nous trouvons plutôt des végétaux de type arbuste.
En avant, sur les parois les plus les plus abruptes et les plus exposées aux vagues on retrouve des plantes halophiles strictes telles que des lichens crustacés noirs et des lichens orange, de la criste marine, de la statice articulée, de l'euphorbe sapinette, le lotier faux cyste ;
Plus en arrière, sur un substrat moins escarpé et moins exposé directement aux vagues, on retrouve des végétaux semi-halophiles tels que le plantin, la lavande de mer, l'immortelle d'Italie, le ciste de Crête, le genévrier oxycèdre et le pistachier lentisque.

## L'étage méso-méditerranéen
L’étage méso-méditerranéen a plusieurs frontières en Corse mais s’étend fréquemment jusqu’à 700 mètres d'altitude aux ubacs et 1 000 mètres d'altitude aux adrets.
En bord de mer, cet étage est présent sur quelques endroits et est régi par les gelées hivernales. Lorsque les gelées hivernales sont absentes, on parle de l’étage thermo-méditerranéen, ainsi sur les zones où le thermo-méditerranéen n’a pas pu s’implanter et les gelées sont présentes, on parle alors de l’étage méso-méditerranéen. Dans ces conditions le méso-méditerranéen commencera autour de 150 mètres d’altitude.
La végétation retrouvée est un maquis composé de cistaies, de forêts de caducifoliées, de forêts sclérophylles ou encore de fruticées naines,. La différence entre l’étage thermo-méditerranéen et l’étage méso-méditerranéen est visible au niveau floristique par la disparition de végétaux très thermophiles.

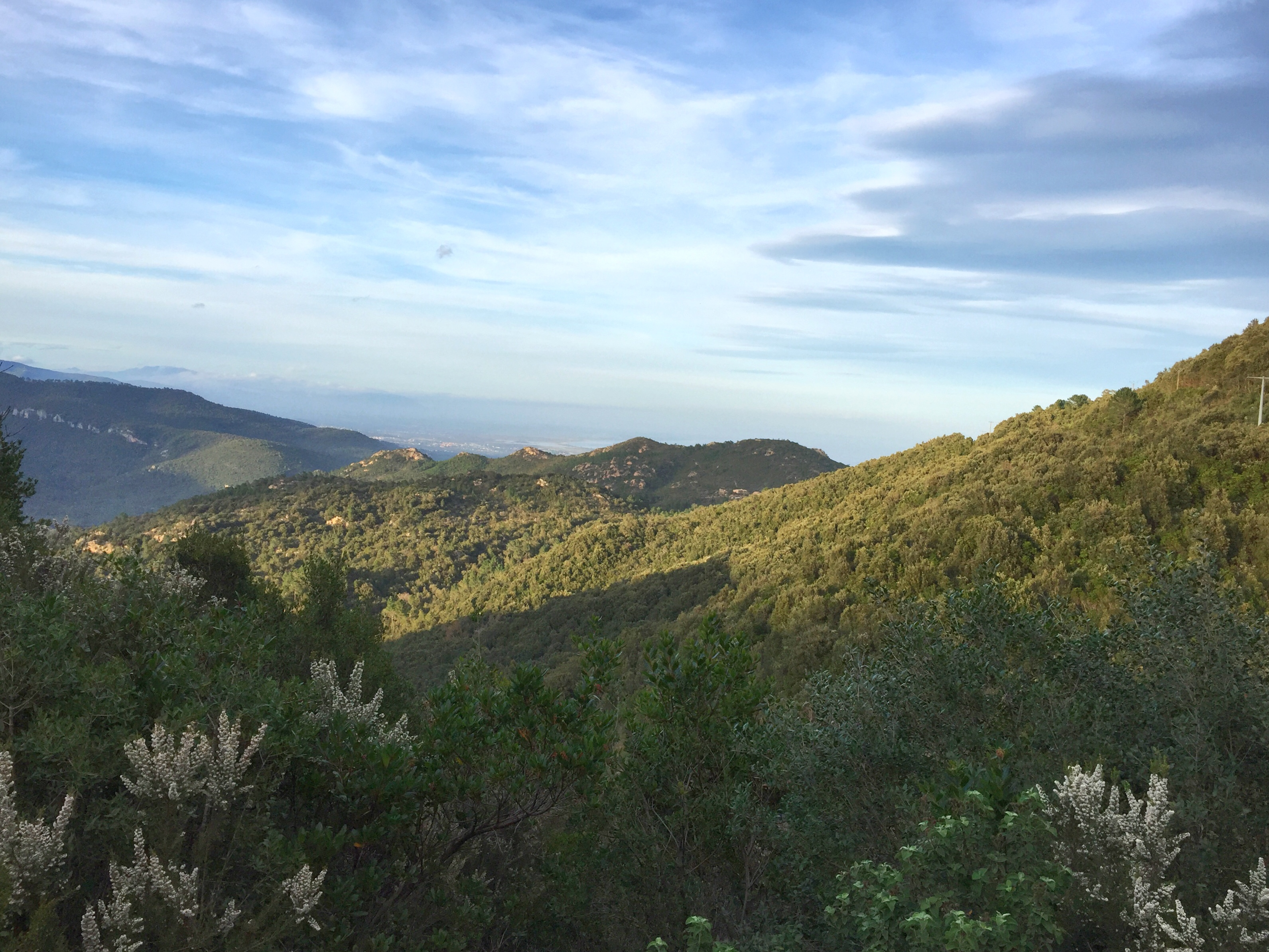
Formation végétale maquis dans la région de Solenzara

Cet étage est soumis au climat méditerranéen, c’est-à-dire des périodes de sécheresse estivale très marquées, des pics de précipitations importants en automne et au printemps ainsi que des températures hivernales assez douces,. On peut distinguer deux horizons dans cet étage différents par leur cortège floristique : l’horizon inférieur et l’horizon supérieur. Ces deux horizons se caractérisent par des climax différents dépendants des facteurs du milieu tels que la température, les précipitations. Ainsi la flore change, celle qui est adaptée à des milieux secs et chauds n’est pas adaptée à des climats très rigoureux.

### L'horizon inférieur
L'horizon inférieur se situe entre 150 et 600 mètres d'altitude aux adrets et entre 0 et 400 mètres aux ubacs. Les températures moyennes annuelles retrouvées sont généralement de 14 degrés Celsius, et les précipitation moyennes annuelles entre 600  et   1 100 millimètres. Le type de climat favorable est largement de type méditerranéen classique (hiver doux ; été chaud et sec ; fortes précipitations en automne et au printemps).
L’horizon inférieur de l’étage méso-méditerranéen est caractérisé par la présence du chêne-liège, du chêne vert, du ciste, de l’arbousier et de la bruyère.
Cet étage peut être séparé en quatre strates :
- la strate arborescente : cette strate est appelée "forêt" si elle est dominante.
- la strate arbustive basse et haute : la strate arbustive basse est composée d’arbustes, de fruticées ou de buissons pouvant mesurer de 1 mètre à 2 mètres tandis que la strate arbustive haute est composée de végétaux de 1 à 7 mètres. En Corse elle est appelée « maquis ».
- la strate arbustive basse "stricte" : composée d’arbustes, de fruités ou de buissons pouvant mesurer de 1 mètre à 2 mètres à l'état adulte pour la strate arbustive basse.
- la strate herbacée : composée de graminées, fougères, de végétaux non lignifiés pouvant mesurer jusqu’à 1 mètre. Elles constituent des pelouses, des prairies, des steppes ou des savanes[8],[9].

Cet étage est plutôt sec, les végétaux ont donc développé de nombreuses stratégies d’adaptation :
- adaptations morphologiques : port en coussinet, buisson dense (maintien d’un microclimat), réduction de la surface des limbes, réduction du nombre de stomates, rétraction des limbes autour des nervures, présence de poils réfléchissant la lumière, qui évitent la montée en température des limbes.
- adaptations anatomiques : cuticule épaisse, forte lignification, parenchyme aquifère (réserve d’eau)[5].

Les impacts anthropiques sont plutôt importants à l’étage méso-méditerranéen inférieur. Par exemple, il est fréquent que ces zones soit impactées par des incendies « accidentels » ou spontanés, ou bien volontaires dans le cadre d’un écobuage qui est une techniques des activités pastorales. D'ailleurs, le pastoralisme était important il y a quelques années, cela a eu un impact considérable sur la flore corse de l'horizon inférieur de l'étage méso-méditerranéen. Face à ces impacts anciens ou pas, les végétaux ont développé de nombreuses adaptations face à ce facteur écologique. Par exemple, on retrouve à cet étage des végétaux pyrophytes qui résistent aux incendies, d'autres ont une capacité à repartir de souche (comme les arbres et arbustes sclérophylles) ou bénéficient d'une capacité de régénération naturelle post-incendie. Sous ses contraintes, les formations végétales de ces milieux mettent en place une dynamique de la végétation leur permettant, après de nombreuses années, de retrouver un état de climax et plus précisément de paraclimax,.

### L'horizon supérieur

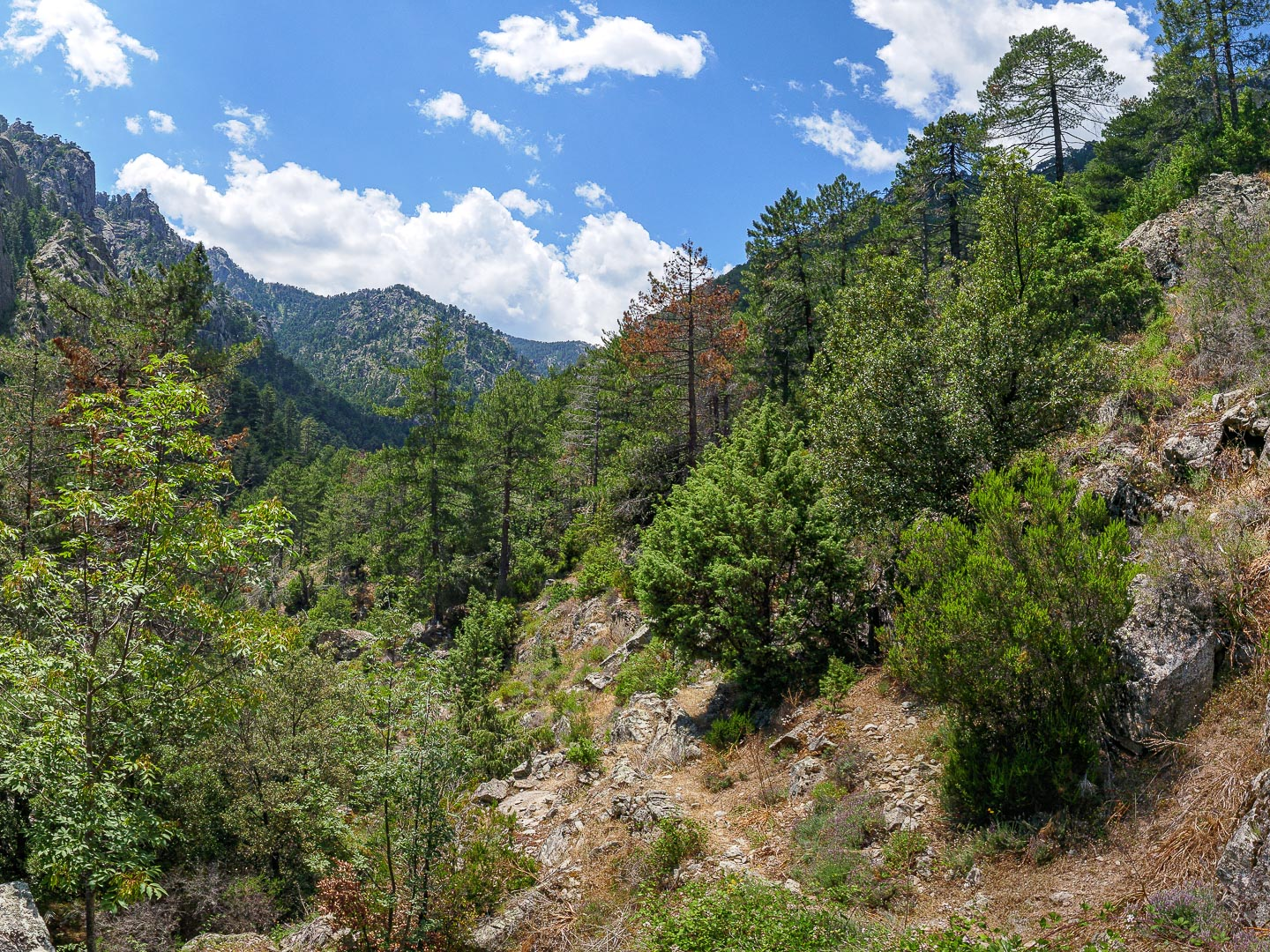
Végétation de l'horizon supérieur de l'étage méso-méditerranéen, à Corte

L'horizon supérieur se situe à une altitude comprise entre 600 et 1 000 mètres d'altitude aux adrets et entre 400  et   700 mètres d'altitude aux ubacs. La température moyenne annuelle est autour de 12 degrés Celsius et les précipitations moyennes annuelles entre 800  et   1 100 millimètres. Le climat favorable est de type eurosibérien.
L’horizon supérieur de l’étage méso-méditerranéen est caractérisé par la raréfaction des espèces thermophiles caractéristiques de l’horizon inférieur, telles que le myrte, le romarin, la filaire à feuilles étroites, et par la présence d’espèces mésophiles comme le houx, l’érable de Montpellier, du chêne pubescent ou du pin maritime. Mais il y a aussi une généralisation à l’étage méso-méditerranéen supérieur de la bruyère.

## L'étage supra-méditerranéen
L’étage supra-méditerranéen est intercalé entre le méso-méditerranéen et le montagnard. En Corse, la ceinture de végétation de cet étage s’étend sur les massifs à des altitudes proches des 1 000 mètres, plus précisément entre 700  et   1 000 mètres d'altitude aux ubacs et 1 000  à   1 300 mètres d'altitude aux adrets.
D’un point de vue climatique, les températures sont légèrement plus basses qu’à l’étage méso-méditéranéen avec une température moyenne annuelle de 10 degrés Celsius, la pluviométrie est beaucoup plus importante avec des précipitations moyennes annuelles comprises entre 1 200  et   1 800 millimètres sous forme de neige pendant la saison d’hiver. Ces variations de pluviométrie sont en corrélation avec l’altitude et en fonction de la position des stations météorologiques. La saison de sécheresse est déjà moins longue que celle que l’on trouve à l’étage inférieur. Ainsi, le climat favorable à cet étage est le climat eurosibérien.
Le passage du méso-méditerranéen supérieur au supra-méditerranéen se traduit par la présence de quelques formations forestières à pin laricio, chêne pubescent et d’autres espèces. Le faciès de cet étage est aussi marqué par la présence de fruticées telles que le genêt de Salzman ou le genévrier oxycèdre. À cet étage, les forêts de caducifoliés sont largement dominantes avec formations de bois mixtes. On remarque un cortège floristique majoritairement eurosibérien à tendance méditerranéen mais il est possible de faire la différence entre ces deux variantes au sein des forêts que l’on retrouve.

## L'étage montagnard
Cet étage succède l’étage supra-méditerranéen et occupe des altitudes entre 1 300 et 1 800 aux adrets et 1 000 et 1 600 aux ubacs. Le climat retrouvé à cet étage se caractérise par une température moyenne annuelle de 7 degrés Celsius et des précipitations entre 1 800  et   2 200 millimètres sous forme de neige de novembre à avril. Cet étage est également caractérisé par un climat eurosibérien avec des possibilités de sécheresse estivale aux adrets.

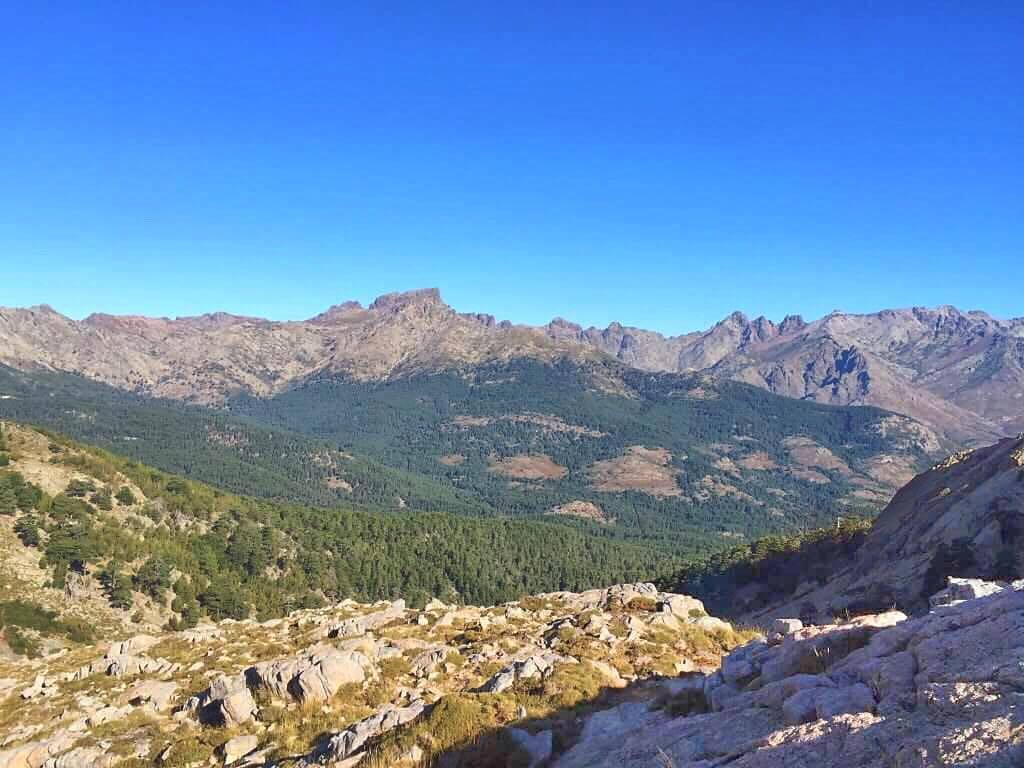
Étagement de la végétation dans la haute vallée du Golo avec différentes formations végétales de l'étage montagnard

D’un point de vue floristique, le passage à l’étage montagnard est marqué par la disparition d’espèces représentatives de l’étage supra-méditerranéen qui seront remplacées par du sapin commun, du hêtre commun, de l’épicéa commun, de l’épine-vinette de l’Etna, du bouleau verruqueux, mais il reste certaines essences arborées retrouvées à l'étage inférieur telles que le genévrier oxycèdre, du pin laricio.
Cet étage est caractérisé par les hêtraies, les sapinières, les pinèdes de pin laricio et les bosquets de houx.
Les végétaux présents dans ce milieu ont dû s’adapter aux différentes contraintes imposées par le climat, il est fréquent d'observer des végétaux ayant adopté, :
- le port en coussinet : grâce à cette adaptation, les végétaux ne subissent pas l’impact du vent, il y a maintien d’un microclimat (humide/chaud) au sein de la « boule ». C'est une adaptation aux vents et aux écarts de température ;
- le nanisme permet de réduire la surface d’exposition de la plante au froid. Les végétaux seront alors ensevelis par la neige et bénéficieront d’une couverture thermique du manteau neigeux caractéristique des milieux montagnards. C’est est aussi un ralentissement de la croissance biologique pouvant être causé par une haute altitude ou des conditions climatiques sévères.
- une pilosité : les plantes sont recouvertes d'un manteau de poils qui isole les parties vitales, de plus cela constitue une protection contre la sécheresse du vent pouvant être important dans ces zones ;
- la synthèse de molécules protégeant les membranes et les cellules du gel/dégel.

## L'étage subalpin et cryo-oroméditerranéen

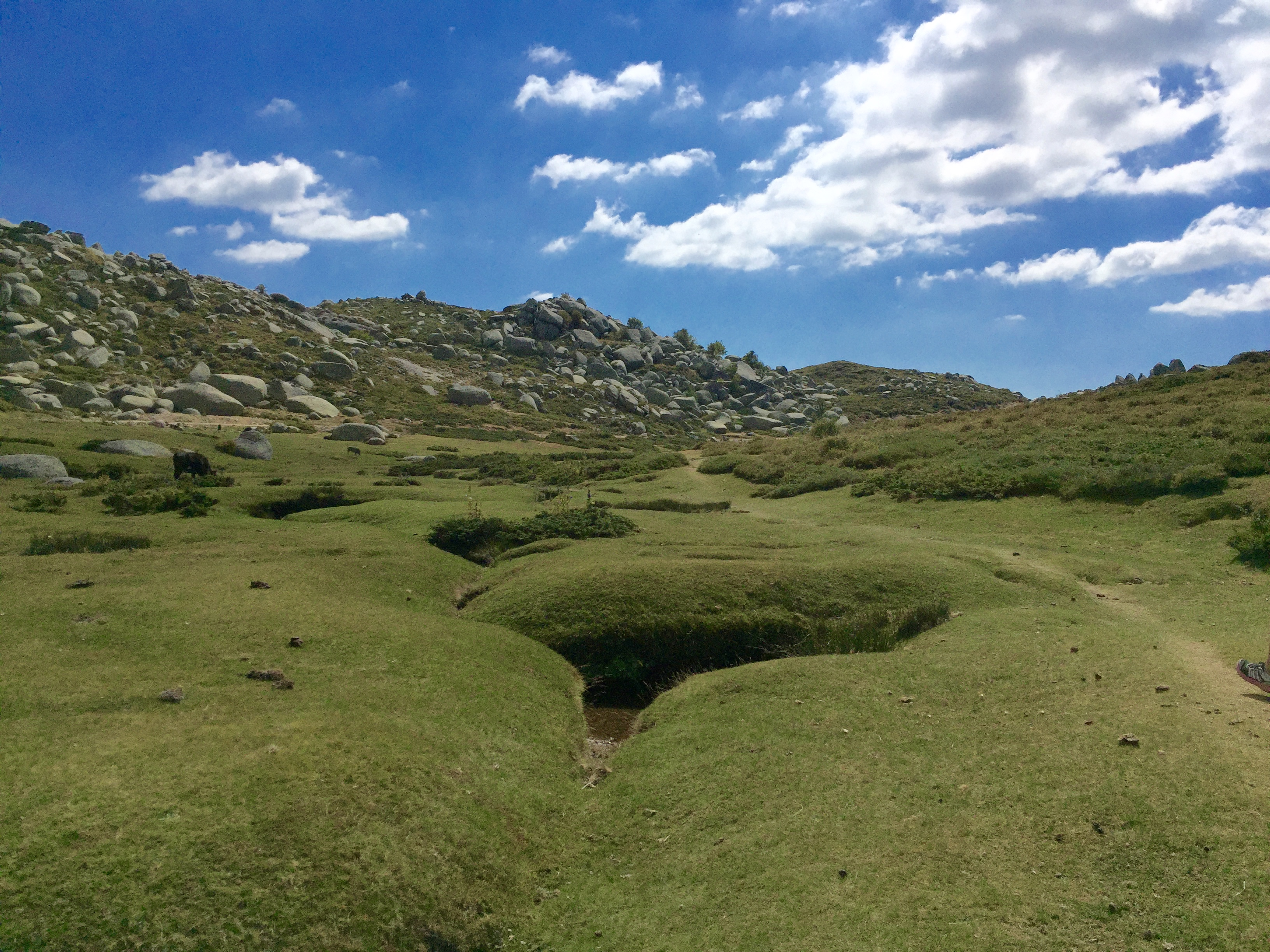
Formation à tourbière du plateau du Coscione.

Ces deux étages se retrouvent tous les deux au-dessus de l'étage montagnard, ce sont leurs altitudes et leur versant d'exposition qui vont les différencier. Attention, il est important de souligner que l’étage cryo-oroméditerranéen se retrouve uniquement aux adrets alors que l’étage subalpin ne se retrouve qu’aux ubacs.
Ce milieu est plus froid que le milieu montagnard mais aussi plus humide car il y a plus de précipitations annuelles supérieures à 1 800 millimètres présentes sous forme de neige de novembre à mai.
Les étages subalpin et oro-cryoméditerranéen présentent une forte augmentation du cortège floristique endémique. On peut y retrouver des Pozzines qui sont des formations végétales de type tourbière. Bien que ces formations soient beaucoup retrouvées à l'étage cryo-oroméditerranéen, les limites altitudinales ne sont pas strictes et il est possible de retrouver ces formations à l'étage alpin.

### L'étage subalpin
L'étage subalpin se retrouve sur le versant ubac et ces altitudes sont légèrement plus faibles, comprises entre 1 600  et   2 100 mètres.

D'un point de vue végétation, on observe à cet étage un cortège floristique composé d’espèces appartenant au cortège euro-sibérien. Ce sont des formations arbustives typiques d'un ubac subalpin composées d'aulne odorant, d'érable sycomore, de sorbier des oiseleurs ,. Ces arbres présentent des feuilles caduques qui sont une adaptation au froid et à l’absence d’ensoleillement : ce milieu est très peu exposé au soleil et les propriétés abiotiques ne sont pas optimales. La photosynthèse n’est donc pas assez rentable et les pertes respiratoires seront supérieures à la photosynthèse brute.

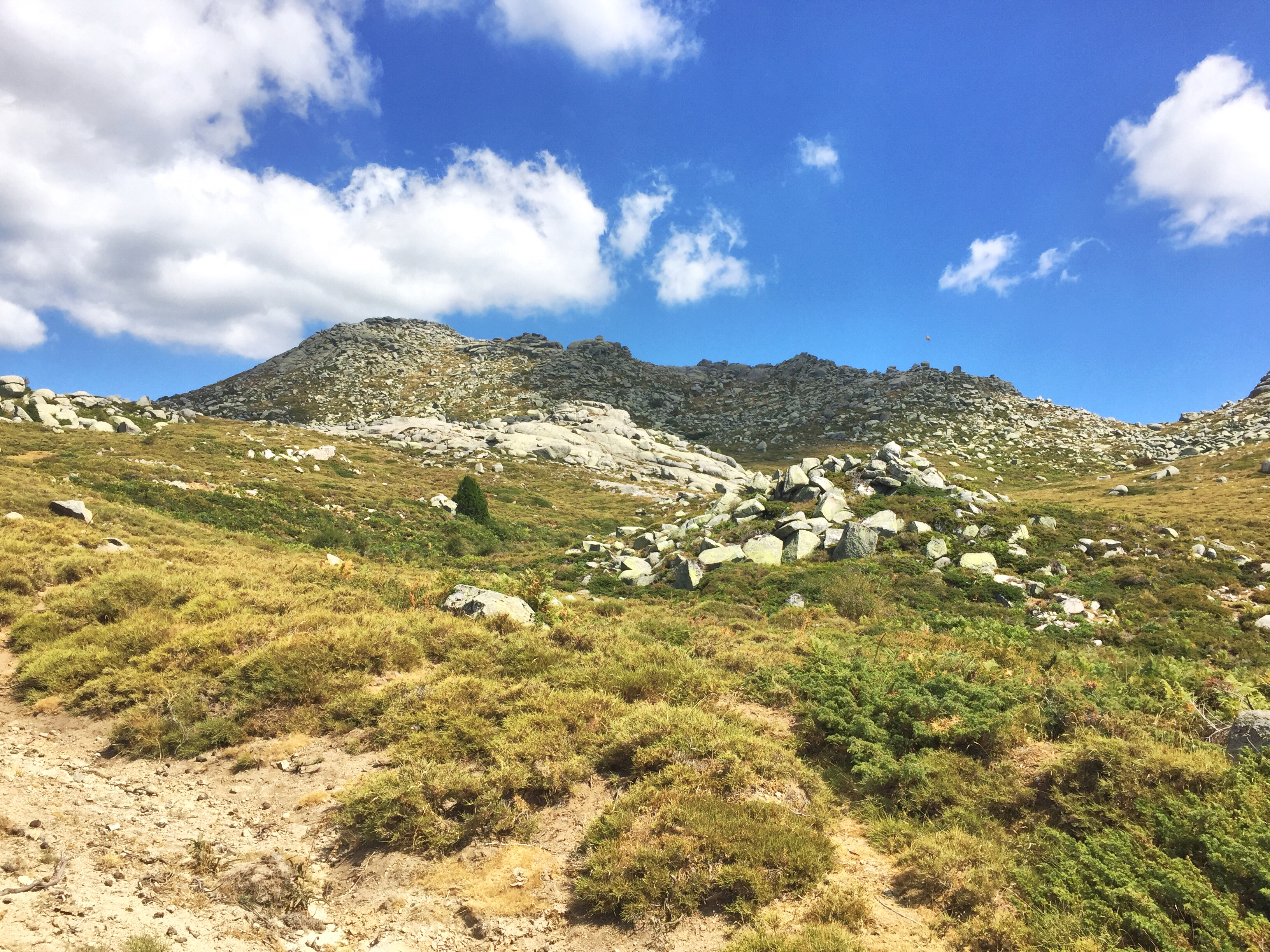
Formation à fruticées basses sur le plateau du Coscione.

### L'étage cryo-oroméditerranéen
Le faciès de cet étage est différent de l’étage subalpin, déjà car il se situe plus haut en altitude. On retrouve l'étage cryo-oroméditerranéen sur le versant adret avec des altitudes comprises entre 1 800  et   2 200 mètres.
Sur ce versant, l’ensoleillement est important la journée, on retrouve donc une flore adaptée à la sécheresse plutôt courte dans l'année (un mois dans l’année) mais existante. L'étage cryo-oroméditerranéen est principalement composé d’une strate arbustive à fruticées qui appartient au cortège floristique méditerranéen. Les végétaux retrouvés sont principalement l'anthyllide d’Hermann, le chardon, le genêt de salzman, le genévrier commun nain, le thym et toujours la présence de l'épine vinette de l'Etna,.

## L'étage alpin
L'étage alpin est le plus haut que l'on peut retrouver en Corse, il est situé entre 2 100 et 2 700 mètres d'altitude aux ubacs et 2 200 et 2 700 mètres d'altitude aux adrets. Le climat est beaucoup plus froid que dans les étages précédents avec des températures pouvant être négatives, comprises entre -3 et 1 degré Celsius. Cet étage est soumis à de forts enneigements l'hiver, des différences de températures importantes entre le jour et la nuit ainsi qu'une sécheresse estivale en été.
La Corse est la seule île méditerranéenne à posséder un étage alpin.

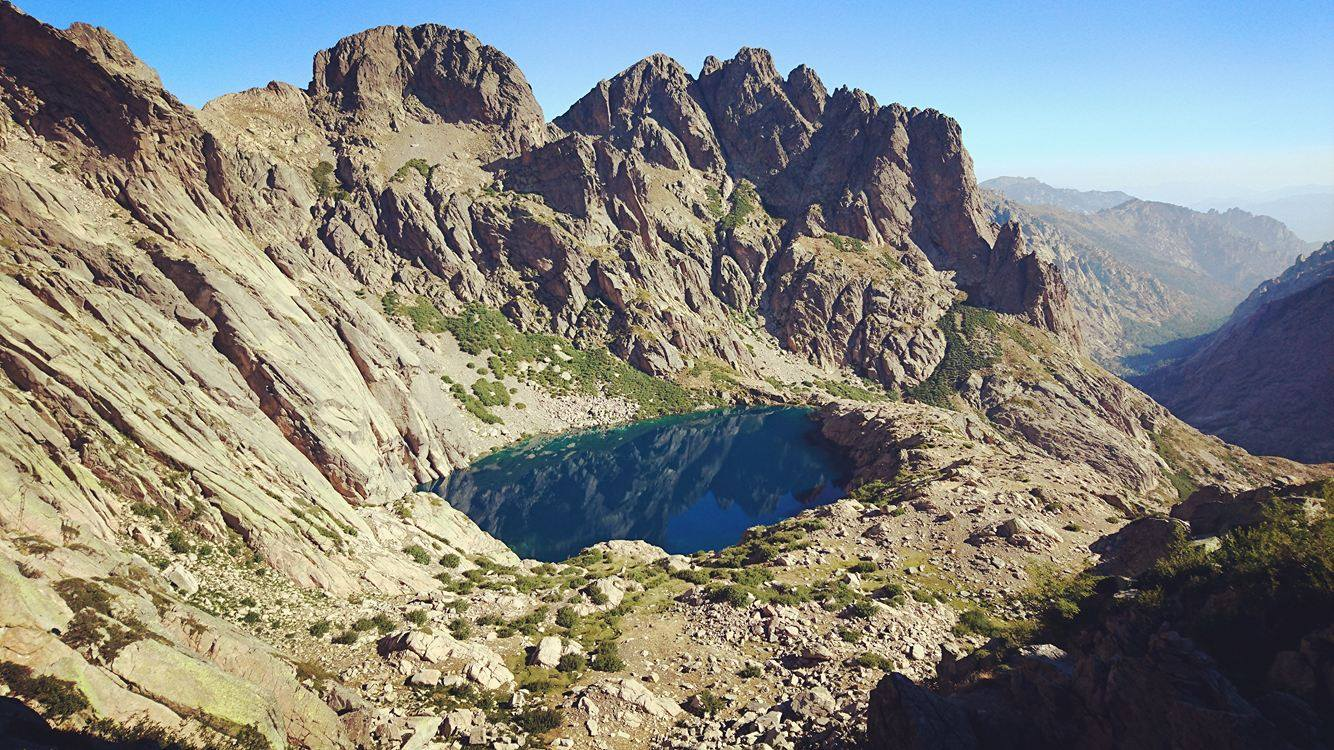
Étage alpin au lac de Capitello.

La végétation de l'étage alpin des montagnes corses est clairsemée de à cause du climat que l'on retrouve en altitude mais également à cause des pentes plutôt raides que l'on retrouve dans ce domaine. Le faciès de l'étage alpin est très rocailleux, pouvant présenter des parois rocheuses mais encore des éboulis ou bien, dans les cas les plus favorables aux plantes, des zones assez planes où des pelouses peuvent s'établir.
Les formations de fruiticées ont donc disparu pour laisser place à des plantes beaucoup plus petites. On peut observer différents types de formations végétales composées d'essences ayant su développer tout un système d'adaptation afin de pouvoir résister aux températures douces et au climat contraignant.
Parmi ces formations, on retrouve des végétaux plus caractéristiques des pelouses discontinues tels que la marguerite corse, l'astérocarpe blanchâtre, l'ancolie de Bernard, le plantain pseudo-alpin, la véronique rampante, la pissenlit de Litardière ou l'Aconit de Corse. Les végétaux retrouvés sur des milieux rocailleux seront plutôt la marguerite laineuse, le calament de Corse, la raiponce à feuilles dentées en scie et le myosotis corse. Les espèces végétales plus adaptées aux parois rocheuses et aux éboulis sont la potentille à nervure épaisse, la renoncule laineuse et la pulsatille de Corse.

## Comparaison entre les étages de végétation en Corse et dans les Alpes
En Corse, l’étage mésoméditerranéen est remplacé dans les Alpes par l’étage collinéen. L’étage mésomediterranéen fait partie de la région climatique du méditerranéen, alors que le collinéen fait partie de la région climatique de l’eurosibérien, donc pour deux altitudes identiques, nous retrouvons en Corse et dans les Alpes deux cortèges floristiques différents.

Étages de végétation dans les Alpes

L'étage montagnard s’étend de 800 à 1500 mètres d’altitude dans les Alpes alors qu’en Corse à des altitudes égales nous retrouvons l’étage supraméditerranéen qui s’étend environ de 800 à 1100 mètres d’altitude. L’étage montagnard va s’étendre de 1 100 mètres jusqu’à 1700 mètres. Ici encore, nous avons deux régions climatiques différentes dans les deux zones pour des altitudes identiques, il est fort probable de trouver deux cortèges floristiques différents : un cortège floristique eurosibérien dans les Alpes à 900 mètres alors que ce sera plutôt un cortège floristique méditerranéen en Corse pour 900 mètres d’altitude.
Pour finir, les étages subalpin et alpin sont environ aux mêmes altitudes en Corse et dans les Alpes, mais les végétations sont différentes. Nous retrouvons des végétaux différents selon les versants : pour un étage subalpin nous retrouvons à l’adret sur le continent des pins cembrot, des mélèzes et des pins sylvestres. Aux ubacs, on rencontre de l’épicéa et du sapin ce qui est différent de la Corse, car au même étage aux ubacs, le climax est représenté par des aulnaies à sorbiers et érables.
Les Alpes sont plus riches car on y retrouve un étage inexistant en Corse qui est le nival à des altitudes supérieures à 2900 m d’altitude. Cet étage est présent généralement dans les grands massifs centraux où il y a présence de neiges éternelles. Cet étage est absent en Corse car le plus haut sommet se situe à 2 700 mètres d’altitude.
Les conditions climatiques étant nettement plus favorables en Corse que dans les Alpes du nord, on constate que la même végétation est trouvée en Corse à des altitudes plus élevées. Par exemple, le sapin : dans les Alpes du nord à l’ubac, il est trouvé à des altitudes de 1200 mètres, en Corse on le trouve plutôt vers 1600 mètres d’altitude.